# Sukatepu
Sukatepu is een bestuurslaag in het regentschap Karo van de provincie Noord-Sumatra, Indonesië. Sukatepu telt 593 inwoners (volkstelling 2010).